# Süßwasserzierfisch
Süßwasserzierfische ist ein überkommener Oberbegriff für Fische, die im Süßwasser leben und von Liebhabern in Aquarien gepflegt werden.
Sowohl die organisierten Aquarienfischpfleger als auch die Wissenschaft sind der Meinung, dass der Begriff eine unzeitgemäße Wertung von Tieren ausdrückt und man diesen nicht mehr verwenden solle. Süßwasserfischarten, die in Aquarien oder Teichen gepflegt werden, nennen sie darum Aquarienfische oder Teichfische. Der Überbegriff schließt der Natur entnommene und gezüchtete natürliche Arten ebenso ein wie Zuchtformen und Haustierrassen, die es bei Süßwasserfischen ebenfalls gibt.

## Süßwasserfische in der Aquaristik
Die Aquarienpflege von Süßwasserfischen und ihre Nachzucht ist je nach Art unterschiedlich schwierig und stellt abhängig von den jeweiligen erforderlichen Lebensbedingungen der betroffenen Art die unterschiedlichsten Anforderungen an die Größe der Aquarien, den Pflanzenbesatz und die chemische Beschaffenheit des Wassers. In jedem Fall sind grundlegende, manchmal auch sehr spezielle Kenntnisse über die Lebensäußerungen und Lebensbedingungen der Fische erforderlich.
In der Bundesrepublik Deutschland ist die Aquarienpflege von Süßwasserfischen eine sehr verbreitete Form der privaten Tierhaltung und ein kaum zu überschätzender Wirtschaftsfaktor. In rund zehn Millionen Haushalten stehen ein oder mehrere Aquarien. Etwa 50.000 Aquarienbesitzer sind Mitglieder von Aquarienvereinen, rund 15.000 Mitglieder von auf bestimmte Süßwasserfischfamilien spezialisierten Organisationen.
Der Export von Süßwasserzierfischen stellt für viele Länder, in denen besonders beliebte Aquarienfische heimisch sind, einen wesentlichen Wirtschaftsfaktor dar. Wildfänge haben an diesem Markt einen festen aber sinkenden Anteil. Demgegenüber ist die Aquarienfischzucht in Süd- und vor allem Südostasien sowie in einigen osteuropäischen Staaten ein Wachstumsmarkt. Nach Schätzungen der Food and Agriculture Organization of the United Nations (FAO) liegt der Marktwert der in jedem Jahr weltweit gehandelten Aquarienfische bei über drei Milliarden US-Dollar. Allein Thailand exportiert im eigenen Land gezüchtete Aquarienfische für über 50 Millionen US-Dollar pro Jahr.
Auflistung handelsrelevanter Arten nach dem Sachkundenachweis Süßwasseraquaristik, Meerwasseraquaristik und Terraristik des Verbands Deutscher Vereine für Aquarien- und Terrarienkunde und der Deutschen Gesellschaft für Herpetologie und Terrarienkunde:

## Salmlerartige (Characiformes)
- Afrikanische Salmler (Alestidae)

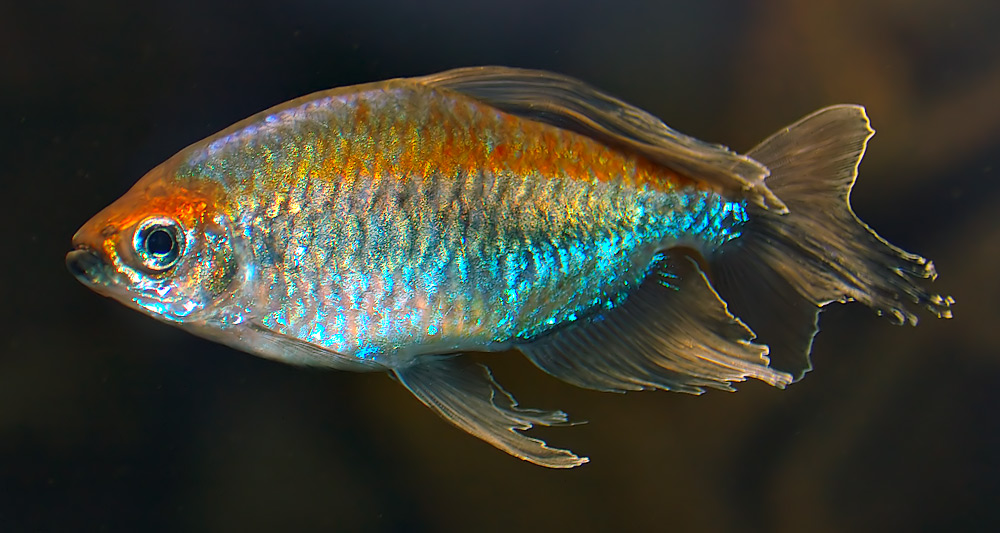
Kongosalmler

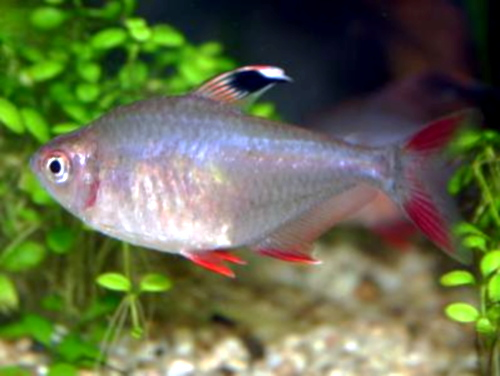
Schmucksalmler

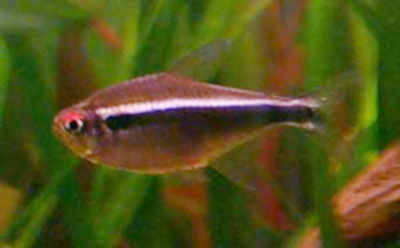
Schwarzer Neon

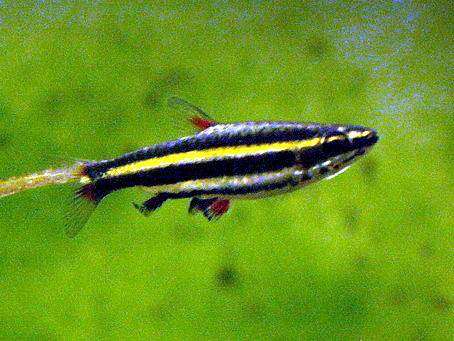
Zwergziersalmler

  - Afrikanischer Großschuppensalmler (Arnoldichthys spilopterus)
  - Langflossensalmler (Brycinus longipinnis)
  - Kongosalmler (Phenacogrammus interruptus)

- Echte Salmler (Characidae)
  - Rotflossensalmler (Aphyocharax anisitsi)
  - Trauermantelsalmler (Gymnocorymbus ternetzi)
  - Kupfersalmler (Hasemania nana)
  - Rautenflecksalmler (Hemigrammus caudovittatus)
  - Glühlichtsalmler (Hemigrammus erythrozonus)
  - Laternenträger (Hemigrammus ocellifer)
  - Karfunkelsalmler (Hemigrammus pulcher)
  - Rotmaulsalmler (Hemigrammus rhodostomus)
  - Schmucksalmler (Hyphessobrycon bentosi)
  - Blutsalmler (Hyphessobrycon eques)
  - Kirschflecksalmler (Hyphessobrycon erythrostigma)
  - Roter von Rio (Hyphessobrycon flammeus)
  - Schwarzer Neon (Hyphessobrycon herbertaxelrodi)
  - Schwarzer Phantomsalmler (Hyphessobrycon megalopterus)
  - Zitronensalmler (Hyphessobrycon pulchripinnis)
  - Roter Phantomsalmler (Hyphessobrycon sweglesi)
  - Königssalmler (Inpaichthys kerri)
  - Brillantsalmler (Moenkhausia pittieri)
  - Rotaugen-Moenkhausia (Moenkhausia sanctaefilomenae)
  - Kaisersalmler (Nematobrycon palmeri)
  - Roter Neon (Paracheirodon axelrodi)
  - Neonsalmler (Paracheirodon innesi)
  - Rotkopfsalmler (Petitella georgiae)
  - Sternflecksalmler (Pristella maxillaris)
  - Schrägschwimmer (Thayeria boehlkei)
- Beilbauchsalmler (Gasteropelicidae)
  - Marmorierter Beilbauchfisch (Carnegiella strigata)
  - Gefleckter Silberbeilbauch (Gasteropelecus maculatus)
  - Platinbeilbauch (Thoracocharax securis)
- Schlanksalmler (Lebiasinidae)
  - Spitzmaul-Ziersalmler (Nannostomus eques)
  - Längsbandziersalmler (Nannostomus beckfordi)
  - Zwergziersalmler (Nannostomus marginatus)

## Karpfenartige (Cypriniformes)
- Schmerlen (Cobitiae)
  - Pferdekopfschmerlen (Acantopsis)

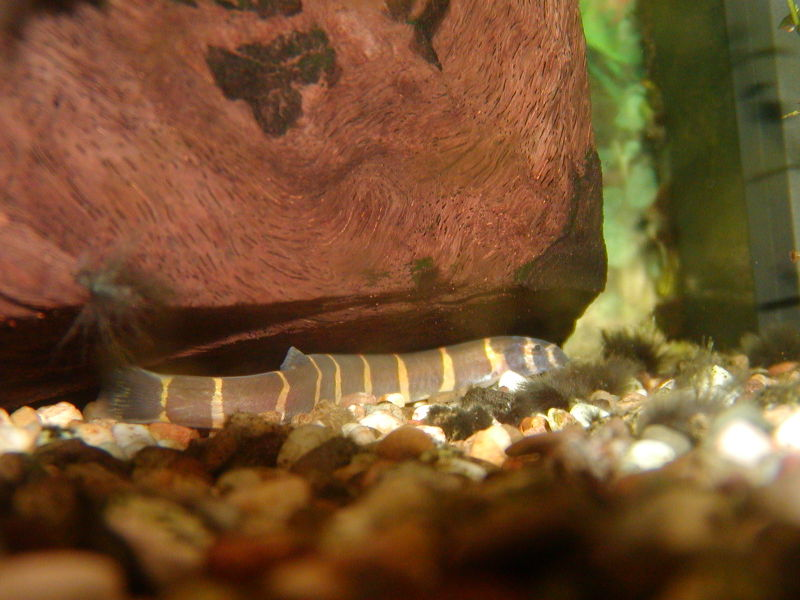
Geflecktes Dornauge

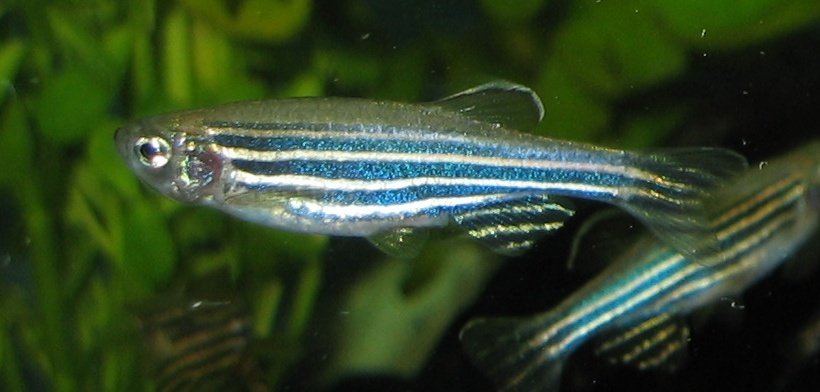
Zebrabärbling

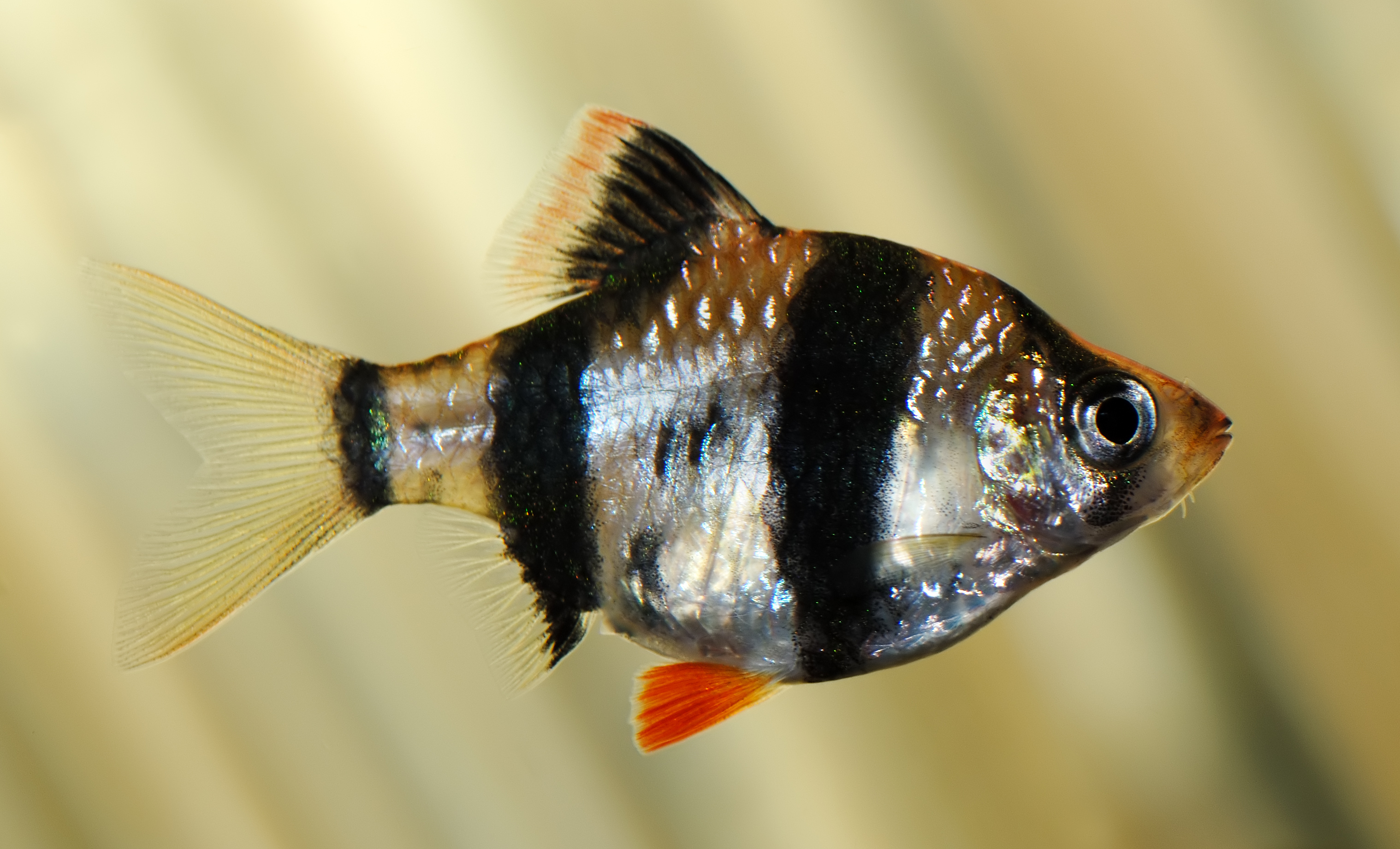
Sumatrabarbe

  - Prachtschmerle (Chromobotia macracanthus)
  - Dornaugen (Pangio)
- Algenfresser (Gyrinocheilidae)
  - Siamesische Saugschmerle (Gyrinocheilus aymonieri)
- Karpfenfische (Cyprinidae)
  - Haibarbe (Balantiocheilos melanopterus )
  - Malabarbärbling (Devario aequipinnatus)
  - Schillerbärbling (Danio albolieatus)
  - Zebrabärbling und Leopardbärbling (Danio rerio)
  - Feuerschwanz (Epalzeorhynchus bicolor)
  - Grüner Fransenlipper (Epalzeorhynchos frenatus )
  - Schönflossige Rüsselbarbe (Epalzeorhynchus kalopterus)
  - Prachtbarbe (Puntius conchonius)
  - Purpurkopfbarbe (Puntius nigrofasciatus)
  - Messingbarbe und Brokatbarbe (Puntius semifasciolatus)
  - Sumatrabarbe (Puntius cf. tetrazona)
  - Rubinbarbe (Puntius ticto)
  - Bitterlingsbarbe (Rohanella titteya)
  - Keilfleckbärbling (Rasbora heteromorpha)
  - Kardinalfisch (Tanichthys albonubes)

## Welse (Siluriformes)
- Kreuzwelse (Ariidae)

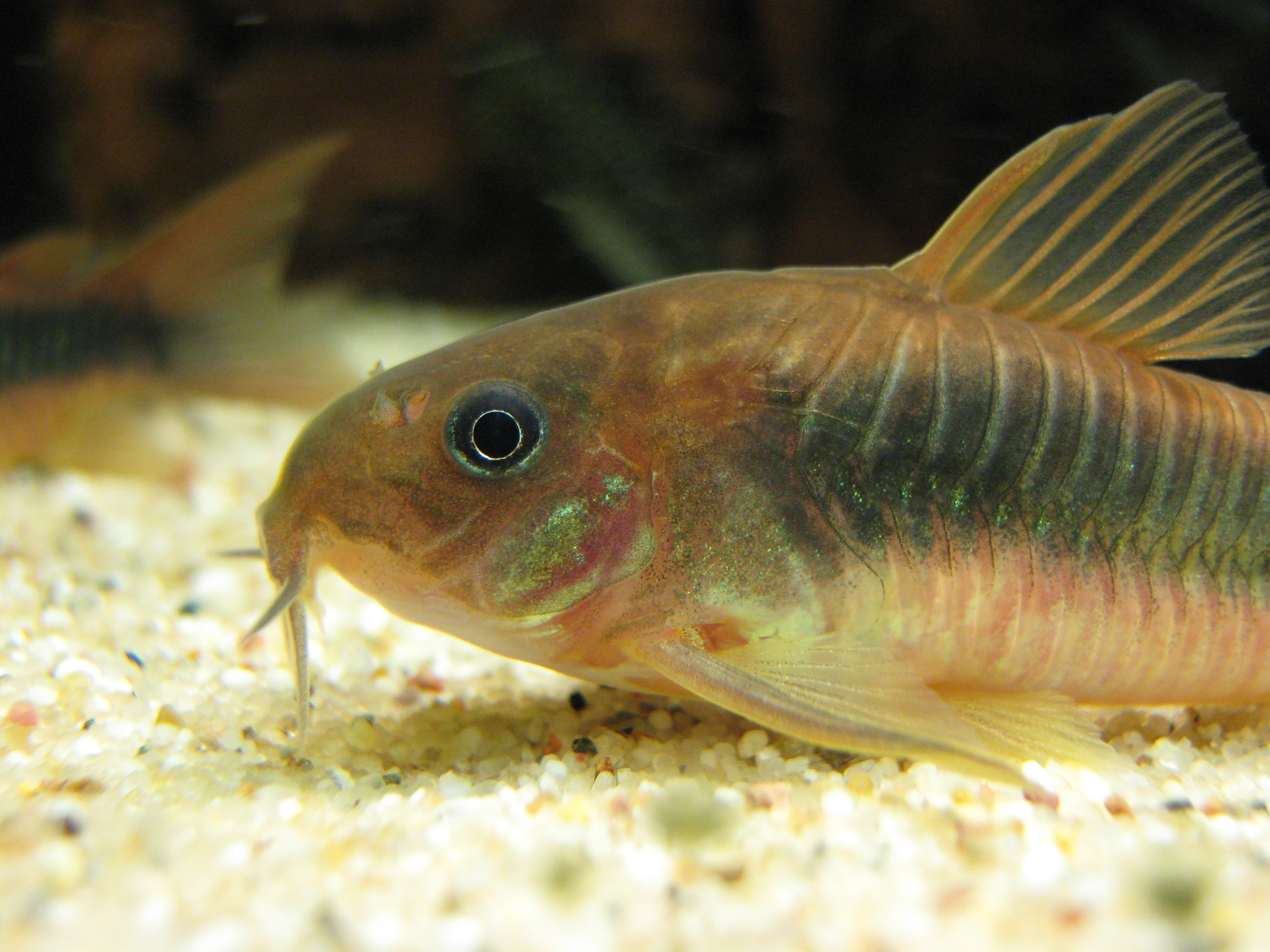
Metallpanzerwels

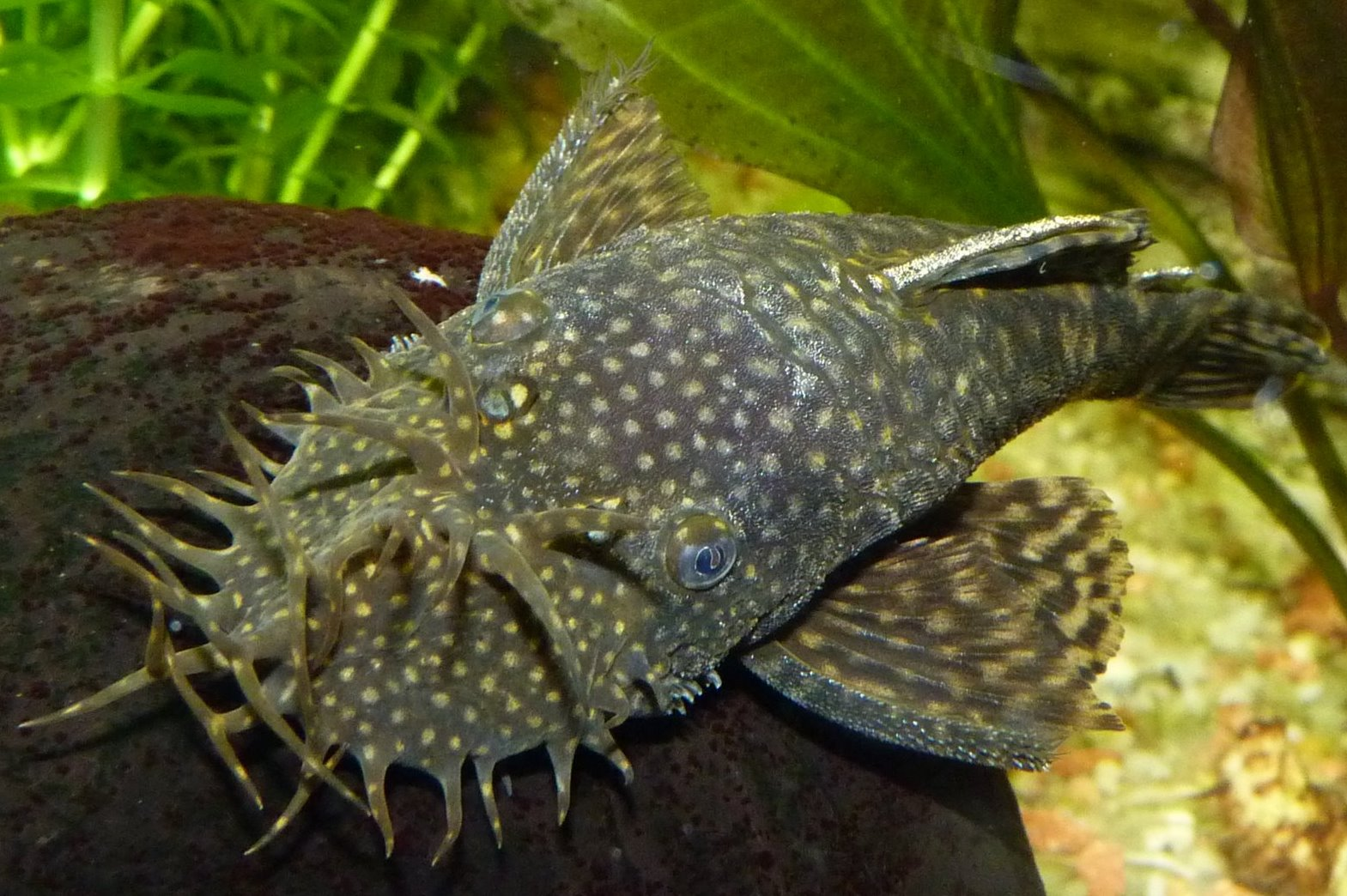
Antennen-Harnischwels

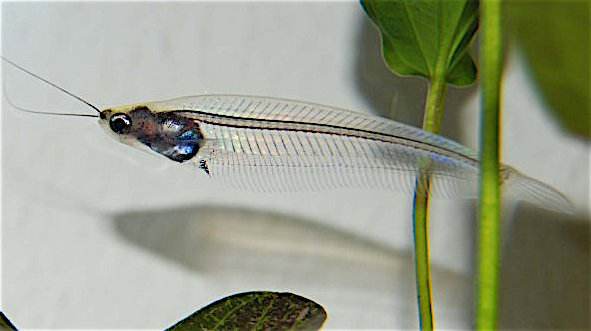
Indischer Glaswels

  - Westamerikanischer Kreuzwels (auch "Mini-Hai") (Sciades seemanni)
- Bratpfannenwelse (Aspredinidae)
  - Zweifarbiger Bratpfannenwels (Dysichthys bicolor)
- Panzer- und Schwielenwelse (Callichthyidae)
  - Schwielenwels (Callichthys callichthys)
  - Metallpanzerwels (Corydoras aeneus)
  - Marmorierter Panzerwels (Corydoras paleatus)
  - Dreibinden-Panzerwels (Corydoras trilineatus)
  - Gemalter Panzerwels (Megalechis thoracata)
- Harnischwelse (Loricariidae)
  - Antennen-Harnischwelse (Ancistrus sp.)
  - Nadelwels (Farlowella acus)
  - Waben-Schilderwels (Pterygoplichthys gibbiceps)
  - Punktierter Schilderwels (Hypostomus punctatus)
  - Kleiner Saugwels (Macrotocinclus affinis)
  - Schwarzlinien-Harnischwels (Panaque nigrolineatus)
  - Gebänderter Schilderwels (Peckoltia vittata)
  - Lanzenharnischwels (Rineloricaria lanceolata)
  - Goldbartwels (Sturisoma aureum)
- Fiederbartwelse (Mochokidae)
  - Rückenschwimmender Kongowels (Synodontis nigriventris)
- Haiwelse (Pangasiidae)
  - Haiwels (Pangasianodon hypophthalmus)
- Antennenwelse (Pimelodidae)
  - Engelantennenwels (Pimelodus pictus)
- Echte Welse (Siluridae)
  - Indischer Glaswels (Kryptopterus bicirrhis)

## Ährenfischartige (Atheriniformes)
- Regenbogenfische (Melanotaeniidae)

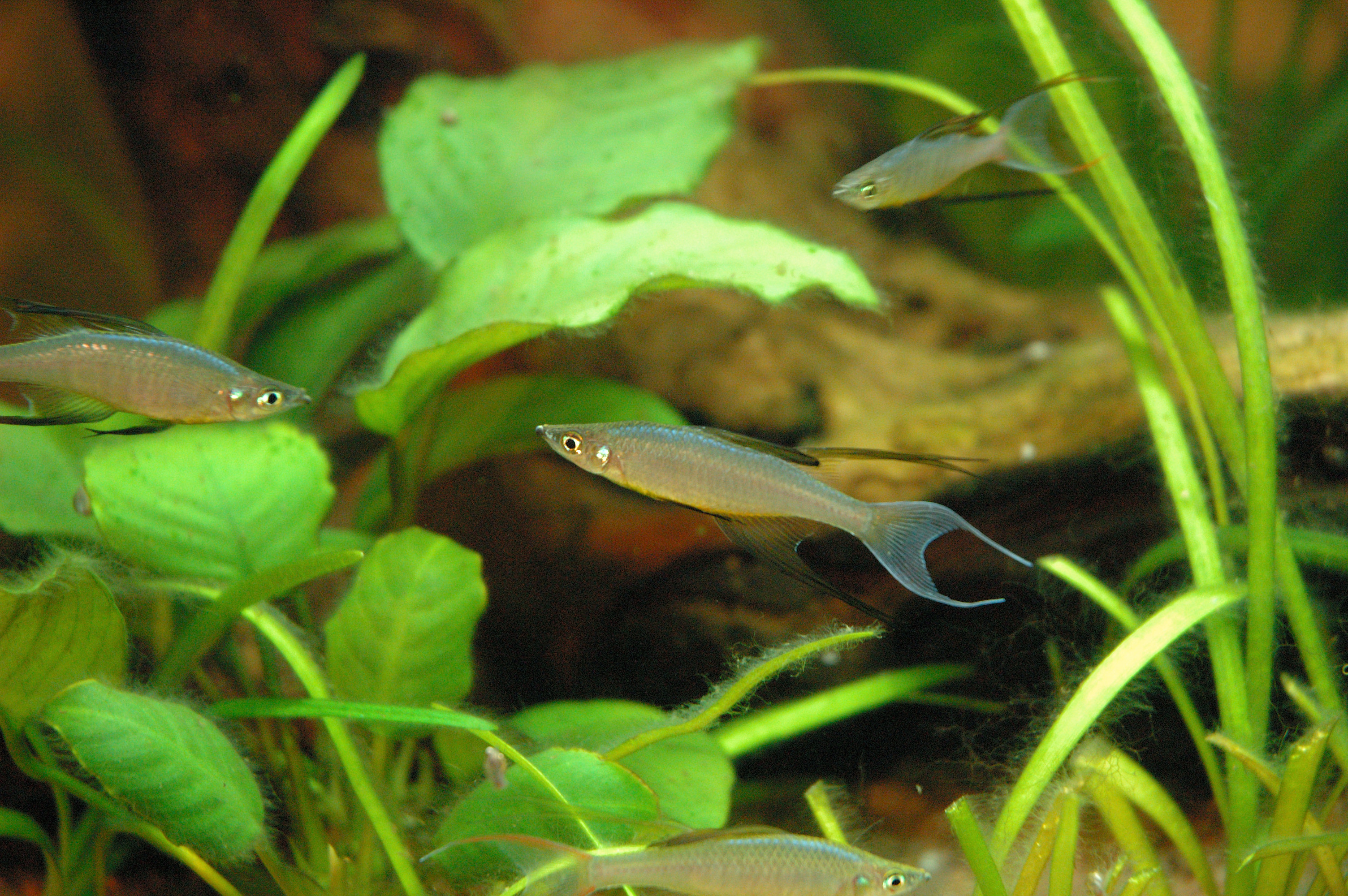
Filigran-Regenbogenfisch

  - Lachsroter Regenbogenfisch (Glossolepis incisus)
  - Harlekin-Regenbogenfisch (Melanotaenia boesemani)
  - Diamant-Regenbogenfisch (Malanotaenia praecox)
  - Filigran-Regenbogenfisch (Iriatherina werneri)

## Zahnkärpflinge (Cyprinodontiformes)

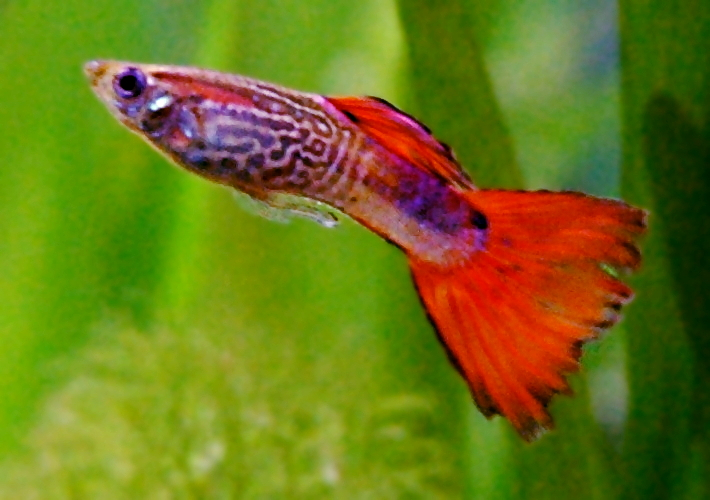
Guppy

- Eierlegende Zahnkarpfen (Cyprinodontidae), auch Killifische genannt
  - Kap Lopez (Aphyosemion australe)
  - Blauer Prachtkärpfling (Aphyosemion gardneri)
  - Streifenhechtling (Aplocheilus lineatus)
  - Querbandhechtling (Epiplatys sexfasciatus)
- Lebendgebärende Zahnkarpfen (Poeciliidae)
  - Guppy (Poecilia reticulata)
  - Spitzmaulkärpfling (Poecilia sphenops)
  - Segelkärpfling (Poecilia velifera)
  - Schwertträger (Xiphophorus hellerii)
  - Platy (Xiphophorus maculatus)
  - Papageienkärpfling (Xiphophorus variatus)

## Barschartige (Perciformes)
- Labyrinthfische (Anabantoidei)

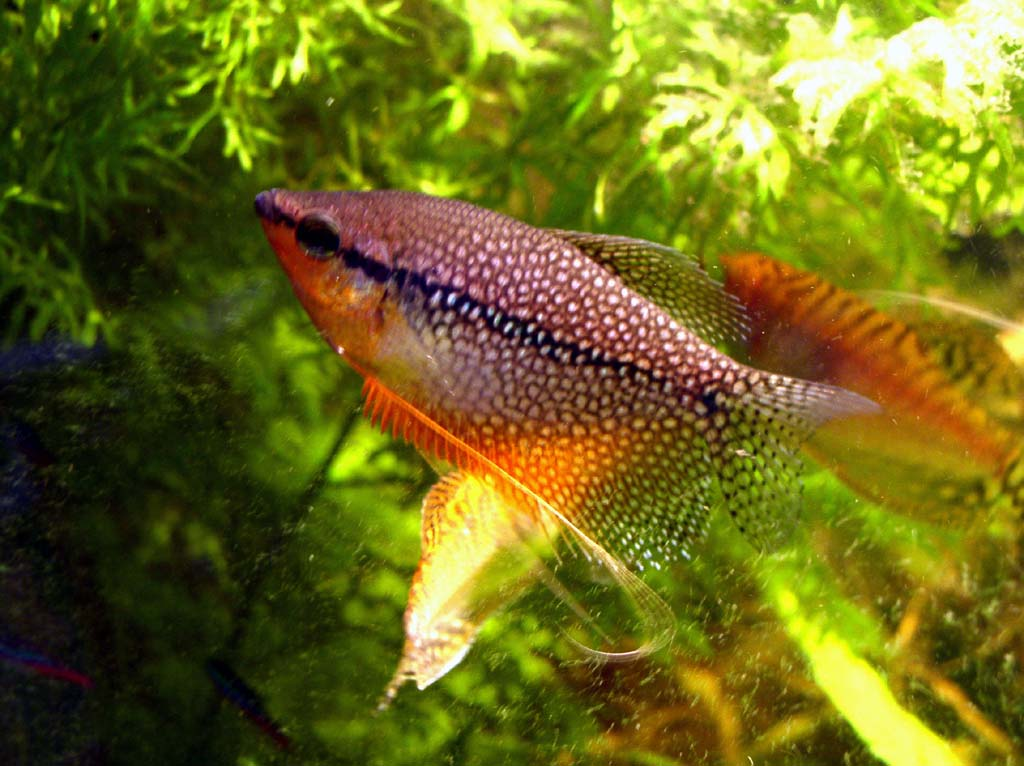
Mosaikfadenfisch

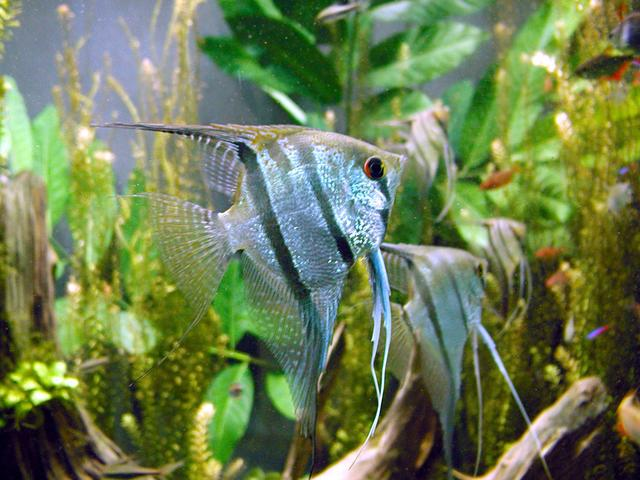
Skalar

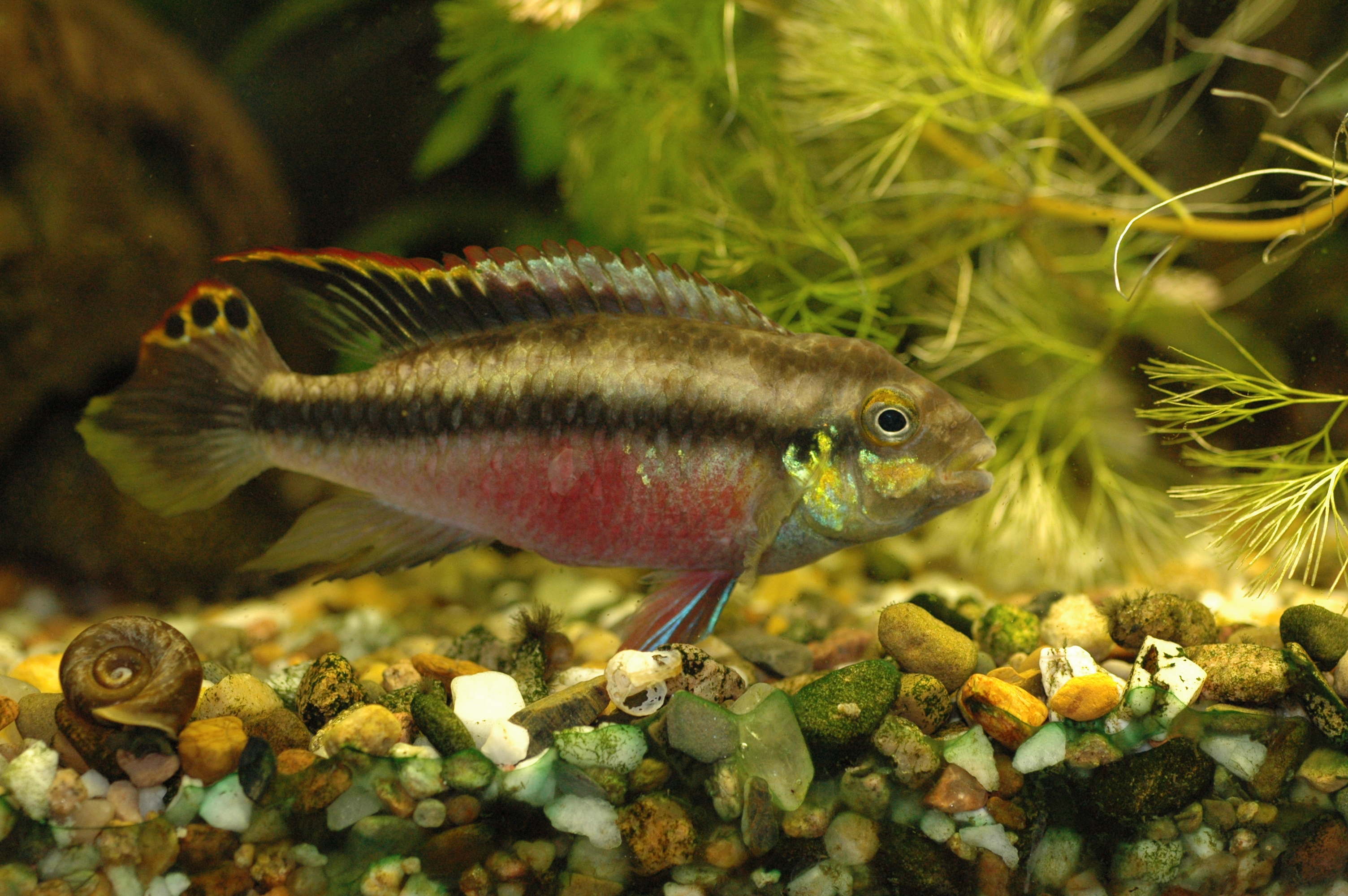
Purpurprachtbarsch

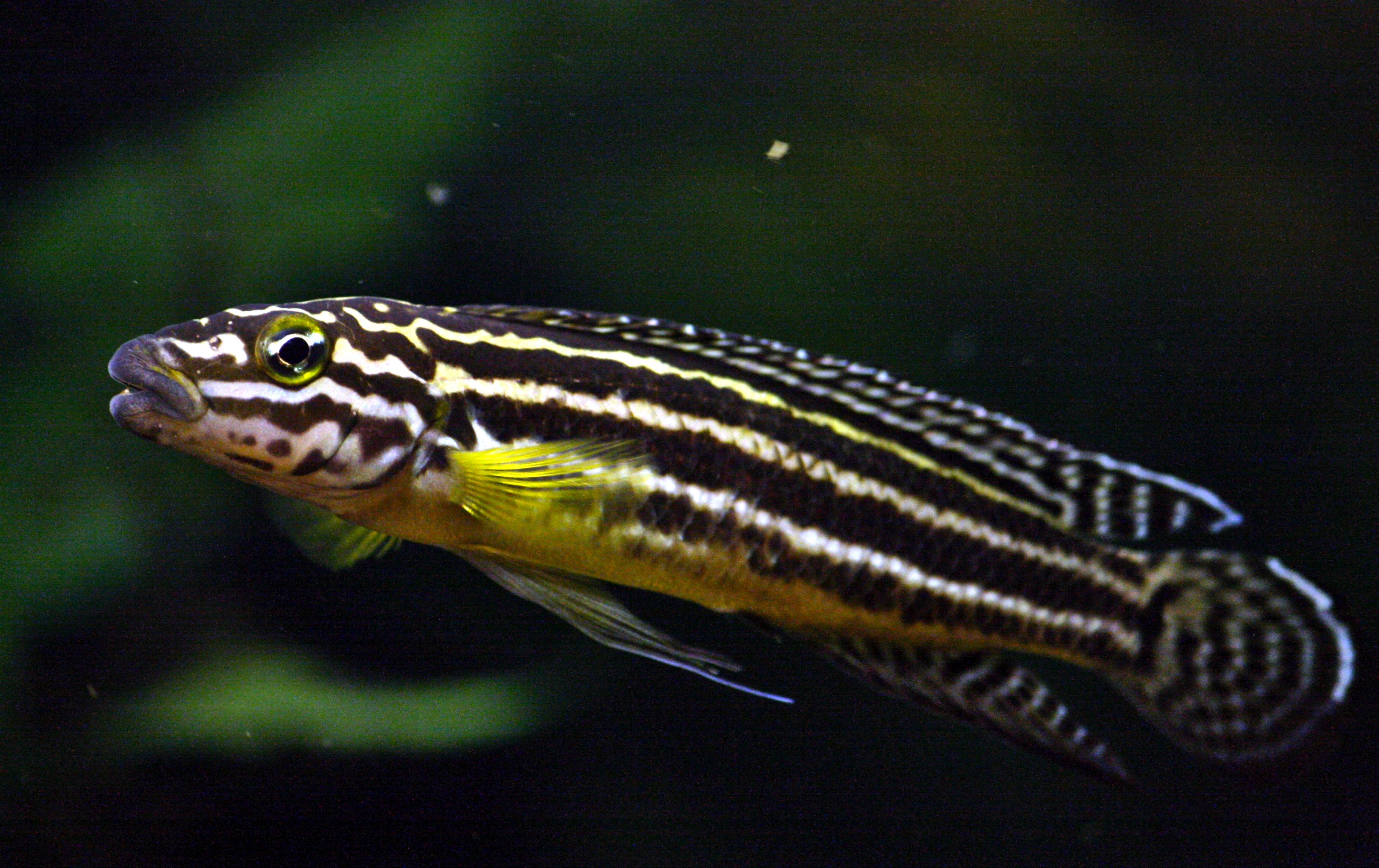
Vierstreifen-Schlankcichlide

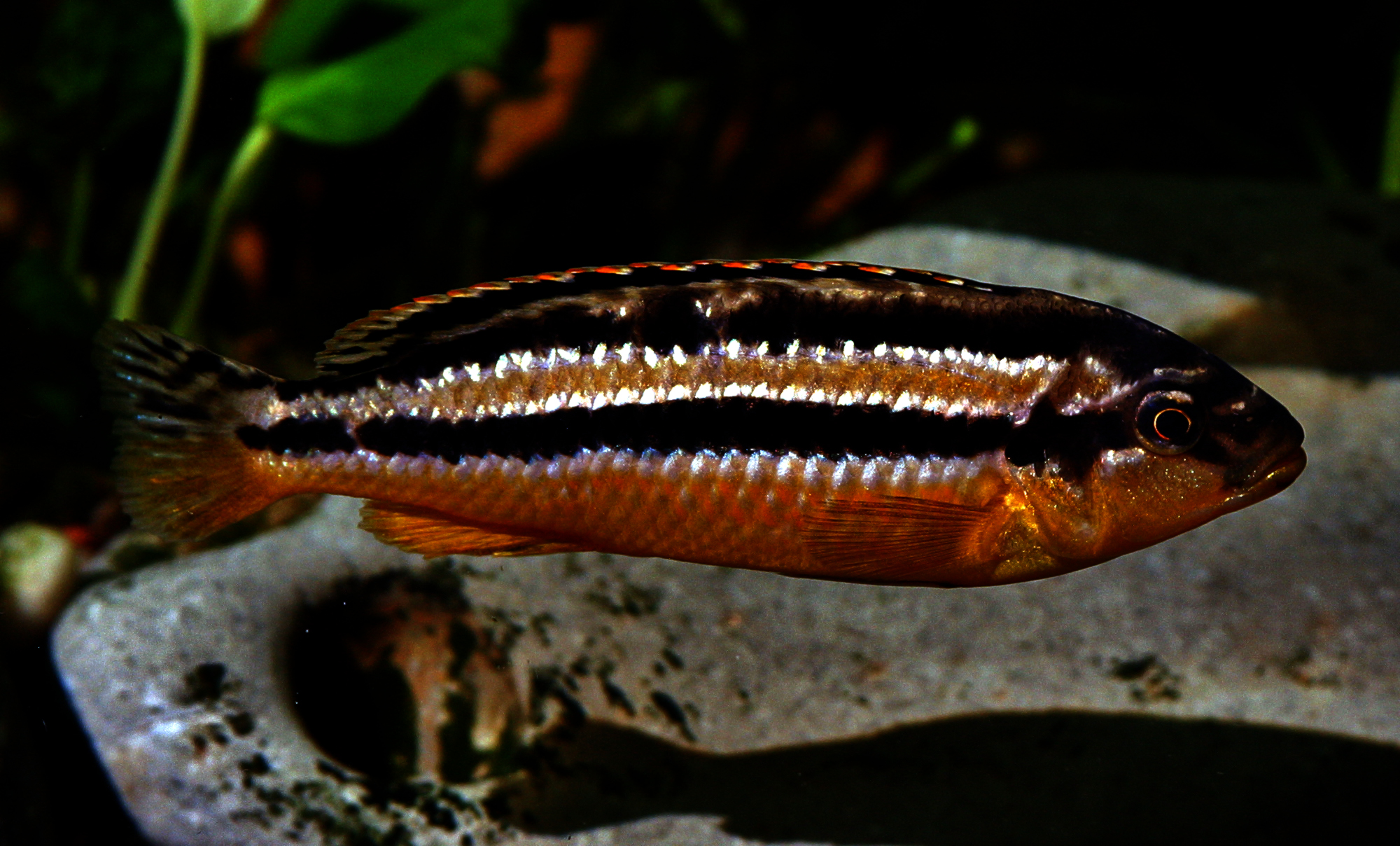
Türkisgoldbarsch

  - Siamesischer Kampffisch (Betta splendens)
  - Honiggurami (Colisa chuna)
  - Dicklippiger Fadenfisch (Colisa labiosus)
  - Zwergfadenfisch (Colisa lalia)
  - Makropode (Macropodus opercularis)
  - Mosaikfadenfisch (Trichogaster leerii)
  - Gepunkteter Fadenfisch (Trichogaster trichopterus)
  - Küssender Gurami (Helostoma temminckii)

- Buntbarsche (Cichlidae)
  - Amerika
    - Blaupunktbuntbarsch (Andinoacara pulcher)
    - Zebrabuntbarsch (Amatitlania nigrofasciatus)
    - Agassiz’ Zwergbuntbarsch (Apistogramma agassizii)
    - Borellis Zwergbuntbarsch (Apistogramma borellii)
    - Kakadu-Zwergbuntbarsch (Apistogramma cacatuoides)
    - Villavicencio-Zwergbuntbarsch (Apistogramma macmasteri)
    - Gabelschwanz-Schachbrettcichlide (Dicrossus filamentosus)
    - Türkisblauer Tüpfelbuntbarsch (Laetacara curviceps)
    - Roter Tüpfelbuntbarsch, Rotbrust-Tüpfelbuntbarsch (Leatacara dorsigera)
    - Glänzender Zwergbuntbarsch (Nannacara anomala)
    - Skalar (Pterophyllum scalare)
    - Echter Diskusbuntbarsch (Symphysodon discus)
    - Feuermaulbuntbarsch (Thorichthys meeki)

  - Westafrika
    - Roter Buntbarsch (Hemichromis letourneuxi)
    - Purpurprachtbarsch (Pelvicachromis pulcher)
    - Smaragd-Prachtbarsch (Pelvicachromis taeniatus)
    - Buckelkopfbuntbarsch (Steatocranus casuarius)

  - Ostafrika (Tanganjikasee)
    - Tanganjika-Beulenkopf (Cyphotilapia frontosa)
    - Dickfelds Schlankcichlide (Julidochromis dickfeldi)
    - Schachbrett-Schlankcichlide (Julidochromis marlieri)
    - Gelber Schlankcichlide (Julidochromis ornatus)
    - Vierstreifen-Schlankcichlide (Julidochromis regani)
    - Schwarzweißer Schlankcichlide (Julidochromis transcriptus)
    - Tanganjika-Schneckenbarsch (Lamprologus ocellatus)
    - Feenbuntbarsch (auch "Prinzessin von Burundi"), (Neolamprologus brichardi)
    - Brabantbuntbarsch (Tropheus moorii)
    - Weißpunkt-Brabantbuntbarsch (Tropheus duboisi)

  - Ostafrika (Malawisee)
    - Feenbuntbarsch (Aulonocara jacobfreibergi)
    - Kaiserbuntbarsch (Aulonocara nyassae)
    - Türkisgoldbarsch (Melanochromis auratus)
    - Maylandia estherae

## Verschiedene Ordnungen und Familien

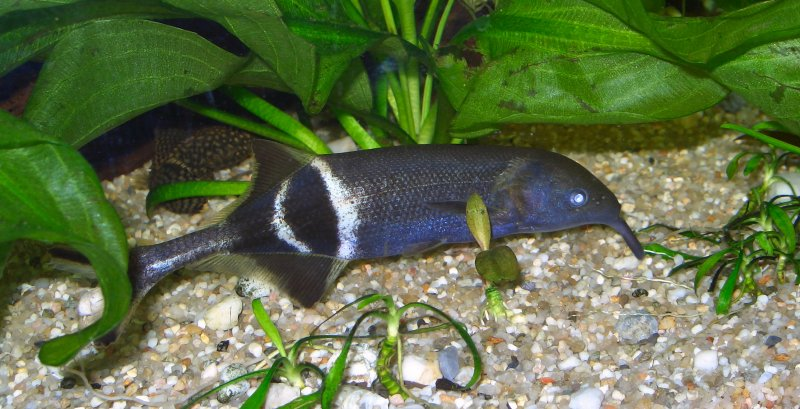
Elefantenrüsselfisch

- - Goldringelgrundeln (Brachygobius ssp.)
  - Goldfisch (Carassius gibelio forma auratus)
  - Indischer Glasbarsch (Pseudambassis ranga )
  - Koi (Cyprinus carpio)
  - Elefantenrüsselfisch (Gnathonemus petersii)
  - Moderlieschen (Leucaspius delineatus)
  - Goldorfe (Leuciscus idus)
  - Grüner Kugelfisch (Tetraodon nigroviridis)